# Ценово (област Русе)
Вижте пояснителната страница за други населени места с името Ценово.
Цѐново е село в Северна България. То е административен център на община Ценово, област Русе.

## География
Село Ценово, Русенско се намира в Северна България, Средна Дунавска равнина. Заема асиметричните леви речни тераси в едноименното Ценовско долинно разширение на р. Янтра, в нейното долно течение, на север от гр. Бяла, област Русе. Селото е административен център на община Ценово, област Русе. От него излизат пътища: на юг за гр. Бяла (от там за градовете Велико Търново, Плевен, Варна и Русе); на запад за гр.Свищов; на изток за гр. Русе; на север за селата Белцов, Беляново и Кривина, където са разкрити останки от древноримската крепост Ятрус. Климатът е умерено-континентален с пролетно-летен максимум на валежите. С него се свързва и пролетно-лятното пълноводие на р. Янтра, а също и нивото на грунтовите води, които в подземния си кръговрат обуславят плодородието на карбонатните черноземни почви. Естествената растителност е предимно степна и заема необработваемите терени на оградните хълмове Бог баир, Драка баир, Саръ баир, Домуза, Плуг баир и Гидиклия, а на отделни места и горска – Корията, Чуката и Горичките, заемащи доловете откъм десния бряг на Янтра. Този комплекс от природни условия (но предимно почвените ресурси) предопределя и основния поминък на населението – земеделието.

## История
Ценово възниква като турски чифлик на чауша Кара Али от Цариград, който бил бюлюкбашия на бостанджиите при Гюлхане (началник на паркa при двореца Топкапъ). Сградата на управата на чифлика била наречена Чауш хан. В размирни времена в кря на 17 и началото на 18 век, за сигурност, покрив и препитание бегълци от близки и далечни селища се заселили около хана. Повечето от пришълците поставят началото на родове, носещи името на родните им села. При разрастване на селището името му се променя от Чауш хан на Чауш кьой – село на чаушина (Кара Али Чауш). С това име селишето е познато до Освобождението  през 1878 година. В Свободна България името на селото се запазва като приема наставката – евo, и става Чаушево. Със заповед на Министерския съвет № 2820 от 14 август 1934 година село Чаушево било преименувано на Ценово – по името на известния свищовски търговец Димитър Ценов, дарил 50 милиона лева за построяването на висшето търговско училище в близкия град Свищов. През същата 1934 г. с. Ценово преминава към Беленска околия. 
Ценово става център на община с две съставни села – Долна Студена и Белцов. През 1960 г., след закриването на околиите, Ценово се регистрира към Русенски окръг. При новото административно деление през 1979 г., на 25 март, Ценово става център на селищна система (сега община), включваща девет села по поречието на Янтра: Долна Студена, Белцов, Караманово, Пиперково, Новград, Кривина, Джулюница и Беляново.

## Население
В селото има общност на Евангелската методистка епископална църква.

## Културни и природни забележителности
- Множество тракийски могили – селищни, стратегически и надгробни.
- Сградата на пощата – архитектурен паметник.
- Бюст-паметник на Димитър Ценов (скулптор Ивайло Савов, живял като дете в с. Ценово).
- Хайдушките дупки и Кралимарковските стъпки в Чуката (карстови образувания).
- Хаджийската чешма (напорна вода на около 6 км източно от селото, в местността „Черковище“).
- Живописни меандри и старици по поречието на Янтра.

## Редовни събития
- Ценовски пазар – всеки вторник.
- Традиционен селски събор – всяка последна неделя на месец октомври.

## Личности
- Атанас Шишков (поп Анастас Шишков)
- Анна Попова, доктор на медицинските науки, очни болести
- Борис Димитров, художник-график с награда „Народен художник на Италия“
- Владимир Луков, поет и журналист, носител на Почетен знак на Министерството на културата „Златен век“ – печат на Цар Симеон Велики – сребърен, с грамота за принос в развитието и утвърждаването на българската култура и национална идентичност
- Ивайло Савов (скулптор)
- Иван Томов Киров, краевед
- Цветан Банев, народен певец
- Сашо Панев – футболист
- Валентин Кръстев (р.1964), български офицер, бригаден генерал